# Laurino
Laurino è un comune italiano di 1 216 abitanti della provincia di Salerno in Campania.

## Geografia fisica
Laurino è un caratteristico borgo cilentano che, dall'alto di una collina, a 531 m s.l.m., domina sull'intero paesaggio circostante. Ai piedi della collina scorre il fiume Calore Lucano, proveniente da una sorgente sul Monte Cervati e ricco di fauna molto particolare, basti pensare ad esempio alla presenza della lontra.
- Classificazione sismica: zona 2 (sismicità media), Ordinanza PCM. 3274 del 20/03/2003.

## Storia
La prima citazione storica del CASTELLUM DE LAURI, risale all'anno 932. Infatti il suo passato è stato più glorioso del presente, se si riflette sul fatto che nel sec. XII la popolazione superava di gran lunga i 3 500 abitanti, distribuiti sul capoluogo ed altre frazioni: Le Chiane Soprane (Piaggine), Le Chiane Sottane (Valle dell’Angelo), Fogna (Villa Littorio) e Zadalampe, da cui si sono poi sviluppati i paesi circostanti. Oggi, a causa dell'emigrazione, ne conta meno di 1.900.
Nel corso dei secoli le antiche popolazioni hanno lasciato pregevoli testimonianze del loro passaggio, come ci ricordano i due stupendi ponti medievali a schiena d'asino, le rovine del castello Longobardo, gli affreschi e varie opere scolpite in legno della Collegiata di Santa Maria Maggiore. Ricco di vegetazione e natura incontaminata, Laurino era conosciuto in passato come "La Perla del Calore".
Dal 1811 al 1860 è stato capoluogo dell'omonimo circondario appartenente al Distretto di Vallo del Regno delle Due Sicilie.
Dal 1860 al 1927, durante il Regno d'Italia è stato capoluogo dell'omonimo mandamento appartenente al Circondario di Vallo della Lucania.

## Monumenti e luoghi d'interesse
Vi sono:
- Il convento di Sant'Antonio da Padova ai piedi del paese, pregevole la chiesa e il chiostro con affreschi.
- La collegiata di Santa Maria Maggiore ricca di opere d'arte tra le quali il coro ligneo di Consulmagno XVI sec, la cappella della Madonna del Rosario con altare ligneo dorato e pregevole polittico, l'ancona dell'altare maggiore ricca di statue.
- La chiesa di Santa Elena Consalvo, vergine ed anacoreta di Laurino, che visse nella grotta di Pruno.
- La chiesa dell'Annunziata.
- Nel centro storico numerosi palazzi gentilizi con i loro splendidi portali in pietra locale e numerose sono le cappelle gentilizie, bellissima quella di San Nicola.
- Il Seggio, aula aperta sulla piazza antistante, ove si esercitava la giurisdizione sullo stato di Laurino fino al 1806.
- Palazzo ducale degli Spinelli, e resti del castello Longobardo.
- Due ponti medievali a schiena d'asino: il primo ai piedi del paese, il secondo nei pressi della chiesa di Santa Elena. Entrambi sovrastano il fiume Calore.

## Società

### Evoluzione demografica
Abitanti censiti

## Infrastrutture e trasporti

### Strade
- Strada Regionale 488/c Felitto-Ponte Rotto-Bivio Magliano-Stio(Innesto SP 47).
- Strada Provinciale 11/c Bivio Ponte Rotto-Laurino (Innesto SP 69).
- Strada Provinciale 11/d Laurino (Innesto SP 69)-Piaggine-Bivio Sacco-Sella del Corticato-S.Marco.
- Strada Provinciale 69 Innesto SP 11 (Presso Laurino)-Villa Littorio.
- Strada Provinciale 131 Innesto SP 11-Valle dell'Angelo.
- Strada Provinciale 142 Innesto SR 488(Ponte Rotto)-Campora-Innesto SR 488(Retara).
- Strada Provinciale 168 Innesto SP 11-Laurino-Innesto SP 11.
- Strada Provinciale 229 Innesto SP 11(S.Cristoforo)-Innesto SP 69 (loc. S.Lorenzo di Villa Littorio).
- Strada Provinciale 371 Ostaglie-Scalelle-Vesolo.
- Strada Provinciale 440 Innesto Isca Tufolo-Ponte sul Torrente Fangiola-Villa Littorio.

## Amministrazione

### Sindaci
| Periodo         | Periodo         | Primo cittadino  | Partito                                | Carica                    | Note |
| --------------- | --------------- | ---------------- | -------------------------------------- | ------------------------- | ---- |
| 6 giugno 1993   | 27 aprile 1997  | Gaetano Pacente  | DC                                     | Sindaco                   |      |
| 27 aprile 1997  | 27 ottobre 1999 | Angelo Nicoletti | centro                                 | Sindaco                   |      |
| 27 ottobre 1999 | 16 aprile 2000  | Ada Ferrara      | -                                      | commissario straordinario |      |
| 16 aprile 2000  | 28 marzo 2010   | Gaetano Pacente  | lista civica                           | Sindaco                   |      |
| 29 marzo 2010   | 31 maggio 2015  | Romano Gregorio  | lista civica                           | Sindaco                   |      |
| 31 maggio 2015  | in carica       | Romano Gregorio  | lista civica Alba per Un Futuro Comune | Sindaco                   |      |

### Altre informazioni amministrative
Il comune fa parte della Comunità montana Calore Salernitano e dell'Unione dei comuni Alto Calore.
Le competenze in materia di difesa del suolo sono delegate dalla Campania all'Autorità di bacino regionale Sinistra Sele e all'Autorità di bacino interregionale del fiume Sele.